# Jim Marurai
Jim Marurai (Mangaia, 9 de julio de 1947 - Ibidem., 4 de noviembre de 2020) fue un político cookiano que ocupó el cargo de primer ministro de las Islas Cook del 14 de diciembre de 2004 al 29 de noviembre de 2010. Fue sustituido por Henry Puna tras la derrota de su partido en las elecciones de 2010.

## Carrera política
Fue elegido primer ministro con 14 votos a favor y nueve en contra. Es miembro de la Alianza Democrática de las Islas Cook, de la que también era miembro su predecesor Robert Woonton. Marurai había ejercido el cargo de ministro de educación previamente. Estudió en el Liceo Tereora de Rarotonga. Se graduó en la Universidad de Otago en Dunedin, Nueva Zelanda.